# PT-109
Le PT-109 (Patrol Torpedo) est une vedette-torpilleur de type PT boat (PT=Patrol Torpedo) construit pour la marine américaine entre 1942 et 1945. Le PT-109 est célèbre pour avoir été commandé par le futur président américain John F. Kennedy. Sa longueur était de 24 m, et 6,3 m de maître-bau.

## Historique
Le PT-109 a été percuté le 2 août 1943 à 2 heures du matin par le destroyer japonais Amagiri, et Kennedy, blessé au dos lors de la collision, s'est illustré dans le sauvetage des membres de son équipage, en les faisant nager jusqu'à Plum Pudding Island, île inhabitée qui a été depuis renommée Kennedy Island. Ce fait d'armes lui vaut la Navy and Marine Corps Medal ; cet épisode a fait l'objet d'un film de propagande et a été utilisé à son avantage pendant la campagne électorale en 1960.

## Galerie

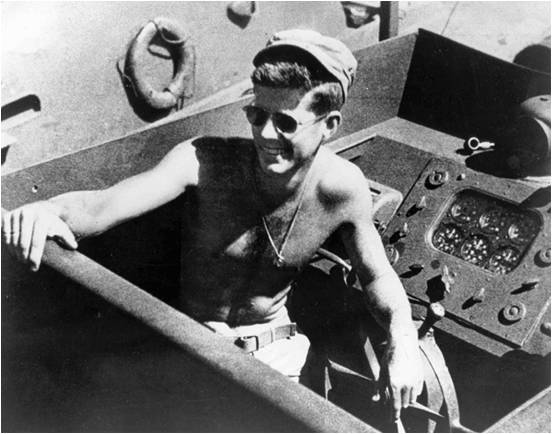
John F. Kennedy à bord du PT-109.
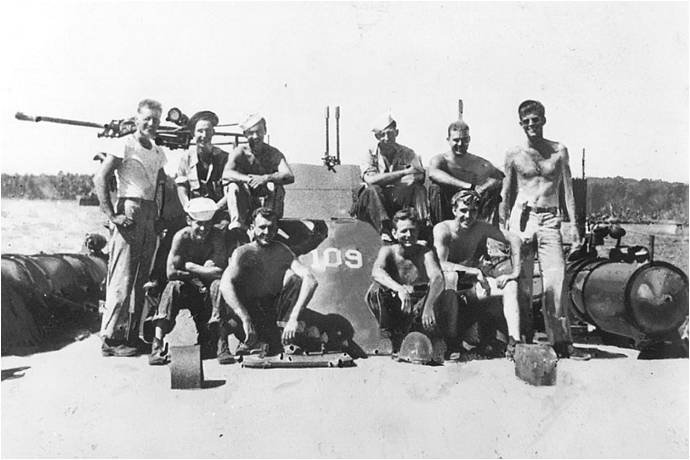
L'équipage du PT-109